# 駒木川蔵太郎
駒木川 蔵太郎（こまきがわ くらたろう、1896年8月10日 - 1952年10月28日）は、大正時代の力士。振分部屋所属。本名は吹田 蔵太郎。青森県南津軽郡蔵舘村（のち蔵舘町、現・大鰐町）出身。最高位は西十両7枚目。

## 来歴
1914年、浪ノ音健藏の振分部屋に入門。翌1915年1月場所で初土俵を踏む。順調に番付を上げ初土俵から4年目の1919年1月場所、十両に昇進した。しかし、場所前の稽古で膝を痛め、本場所に強行出場したものの0勝2敗1預の成績に終わった。この膝の怪我により2場所連続休場となり、1920年1月場所で廃業した。
廃業後は満州に渡り、馬賊の頭目になった。
1952年に56歳で死去した。